# Линейни кораби тип „Севастопол“
Севастопол (на руски: Севастополь) са балтийска серия руски линейни кораби, първите дредноути на руския флот. Проектът е разработен от Балтийския корабостроителен завод в Санкт Петербург, под ръководството на професора на Морската академия И. Г. Бубнов и с участието на А. Н. Крилов.
Всички четири серийни кораба са заложени през юни 1909 г. в корабостроителниците на Санкт Петербург. В Балтийския завод са заложени „Севастопол“ (главният кораб на серията – по датата на спускането му на вода) и „Петропавловск“ (3-тия кораб от серията), а в Адмиралтейския завод – „Полтава“ (2-рия кораб от серията) и „Гангут“ (последният кораб на серията). Корабите са спуснати на вода в периода юни - септември 1911 г., въведени са в строй в периода ноември - декември 1914 г.
Опитът от тяхното проектиране заляга в основата за създаването на руските линкори от Черноморската серия – типа „Императрица Мария“.
Линкорът „Парижская коммуна“ („Севастопол“) се явява флагмански кораб на Черноморския флот, участва в отбраната на град Севастопол и през 1942 г. на два пъти осигурява огнева поддръжка на сухопътните войски в хода на Керченско-Феодосийската десантна операция. През 1943 г. корабът си връща първоначалното име „Севастопол“. Линкорите „Октябрская революция“ и „Севастопол“ са изключени от състава на флота на СССР през 1956 г.

## История на създаването
През Руско-японската война, завършила с поражение за Русия, тя губи и значителна част от своя флот. Освен задачите за възстановяване на флота, Морското министерство трябва да анализира опита от изминалата война и да го въплъти в новите кораби. Едно от изработените изисквания към тях става осигуряването на устойчивостта на кораба при всички получени в боя повреди – според формулировката на А. Крилов – „корабът трябва да потъва без да се преобръща“. За това се предполага да се разпространи бронирането върху максимално възможна част от надводния борд, за да се предотврати проникването на вода през обширните пробойни на небронирания борд и последващото бързо преобръщане на кораба, както това се случва в Цушимското сражение. Редица от тези и други мерки за повишаване на бойната живучест, основно следващи световните тенденции, вече са частично въплътени при доработката на строящите се броненосци от тип „Андрей Первозванный“. Обаче още преди завършването на тяхното построяване, през 1906 г., влизането в строя на британския линкор „Дредноут“ (HMS Dreadnought) прави всички броненосци морално остарели, едновременно определяйки и посоката за развитие за бъдещите линейни кораби.

## Задание на проекта
В началото на 1906 г. отделът учени на Главния морски щаб (ГМШ), в хода на обобщаването и изследването на опита от руско-японската морска война, провежда интервюта за мнението на участниците в бойните действия – офицери и адмирали – за обективното определяне на основните тенденции за развитието на тактико-техническите характеристики на ескадрения броненосец от нов тип. Натрупаната информация, много често противоречива, свидетелства за необходимостта от нов подход в разработката на тактическите и стратегическите задания за проектирането на линейния кораб. Според резултатите на допитването са отбелязани следните изводи: главните данни при създаването на броненосеца трябва да са неговото въоръжение, брониране, скорост и запас въглища, а не водоизместимостта или броя конски сили на машините, които се явяват следствие от избраните главни параметри. При всички предходни проекти като изходен параметър се явява водоизместимостта: така например крайцерите от линиите „Палада“ – „Олег“ се строят по задание за крайцер с водоизместимост 6000 тона, а „Рюрик“ се строи по задание за крайцер от 9000 тона. След „Дредноут“, първи реализиращ опита от руско-японската война, е осъзната необходимостта от всеобхватно усилване на въоръжението чрез увеличаване на броя на оръдията на куполната артилерия голям калибър и повишаване на балистичните качества на тези оръдия; оръдията са къси, желателен е прехода към оръдия с дължина на ствола от 50 калибра, с увеличена с 10÷15% начална скорост на снаряда; необходимо е да се увеличи теглото на снаряда; необходимо е да се увеличи ъгълът на възвишение на оръдията от главния калибър до 25÷30°; за повишаване на живучестта на кораба бронирането трябва да се разпространява по целия надводен борд със задължителното усилване на бронирането на палубите; корабът трябва да бъде разделен на отсеци, така че получавайки пробойни, да не се крени.
През април 1906 г. вицеадмирал А. А. Бирильов създава под своето председателство постоянно действащ орган – „Особено съвещание“, в състав от над 20 члена в това число видни адмирали, началници на централни управления и отдели при Морското министерство, командири на кораби и офицери – специалисти по корабостроене, въоръжение и механизми – за изработване на програмата за военното корабостроене и заданието за проектиране на нов тип броненосец. Откривайки първото заседание, А. А. Бирильов отбелязва, че страната няма ясна програма за развитието на военното корабостроене, за това при определянето на типовете и броя на корабите, необходими за построяване, следва да се изхожда от собствени съображения. На второто заседание, от 22 април 1906 г., „Особеното съвещание“ определя общите черти на основните предпоставки за разработката на заданието за проектиране на новия тип броненосец. Подчертава се, че за осигуряване на защитата на Петербург откъм морето бреговата отбрана се нуждае от поддръжката на главните сили на флота в състава на бързоходни 20-възлови броненосци с голяма водоизместимост, малозаметни, с голям брой оръдия „от най-големия калибър“, с голям район на плаване. Разглежда се перспективата да се използват на новия броненосец паротурбинни двигатели, към техните достойнства са отнесени: лекотата за управление на кораба и удържането му по курса; възможност за достигане на висока скорост, липса на прекъсвания и сътресения при въртенето на гребните валове. Към недостатъците на паротурбинните двигатели са отнесени: несъвършенството на технологиите за производство, снижаване на мощността вследствие износването на краищата на лопатките на ротора, относително голямата им маса.
Комисията на С. К. Ратник, с оглед препоръките на „Особеното съвещание“ разглежда предескизните разработки на МТК и, на свой ред, изработва „Основни положения, представляващи ръководство за съставяне на окончателен проект“, които се явяват първия вариант на техническите условия за проектирането на ескадрения броненосец от нов тип и окончателно постановяващи неговите тактико-технически елементи: водоизместимост – малко над 20000 т; дължина – малко над 500 фута; ширина – не повече от 83 фута; газене (при съхраняване на 3% запас от нормалната водоизместимост) – 26 фута; скорост – не по-малко от 21 въз. (при това, на проектанта се възлага да определи, какво е необходимо за достигане на скорост от 22 въз., без 3% запас водоизместимост); относителна маса на енергетичната установка – 0,085 т/к.с. (50% от тегловото разпределение – за механизмите и 50% от теглото – за котлите); нормален запас гориво – 6% от водоизместимостта (при разработката на техническите условия за механизмите комисията разглежда предложението на инженер И. П. Митрохин за комбинирано използване на турбини и дизелови мотори и е отчетено за необходимо разглеждането му в бъдеще от гледна точка целесъобразността му); височина на надводния борд от конструктивната водолиния – не по-малко от 15 фута; дължина на машинните отделения – не по-малко от 76 фута, със задължителното им разделяне от надлъжна преграда в съчетание с наклон на бордовете; таранната част на форщевена да се ликвидира и да се преобразува на ледоразбивачна; следва да има, доколкото го позволява водоизместимостта, три броневи палуби, от които горната да е най-дебела: 1,5 дюйма, средната – 1,0 дюйм, долната – 0,5 дюйма; общата сума на дебелините на броневите палуби да е не по-малка от 3 дюйма; конструктивно долната палуба трябва да бъде разположена над конструктивната водолиния – не по-ниско от 18 дюйма; комините да са бронирани над горната палуба от два слоя: вътрешен – с дебелина до 1,0 дюйм, външен (кожуха) – с дебелина до 2,0 дюйма, кожуха да се отдалечи от вътрешния слой на разстояние 2 фута. Състава на артилерийското въоръжение: не по-малко от пет артилерийски кули на едно ниво, при условие поставянето на оръдия 5×2-305-мм; дебелина на бронята на въртящите се части на кулите – 10 дюйма (допуска се незначително намаляване на дебелината на бронята – „само при условие невъзможност да се съгласува с останалите задания по проекта“), на МТК е възложено – да определи масата на кулите при тяхното поръчване на завода-производител. Артилерията на 120-мм калибър – да се разполага в каземати, намиращи се под горната палуба с наличието на вътрешна надлъжна преграда. Типа на корпуса – обикновен (разгледани са и са отклонени предложенията на корабните инженери: И. В. Гуляев – за свръхустойчив съд – и на Г. В. Свирски – за разширено образувание на корпуса).
Към края на 1906 г. става известно, че английският „Дредноут“ успешно е преминал ходовите изпитания, развивайки максималната скорост от 22 възела и че в Англия са заложени още три или четири аналогични кораба, с които бойната употреба на всички съществуващи ескадрени броненосци ще стане напълно безсмислена. Това се разбира и от ръководствата на ВМС на всички, без изключение, морски държави, което води и тях към интензивно създаване на линейни кораби от дредноутен тип – „Дредноутна треска“. Особено интензивно започват да строят дредноути Англия и Германия. При тези условия Руската Империя, претендираща за съхраняване на статуса си на „Морска държава“, не може да остава настрана. Възраждането на руския флот изисква построяването на дредноути.
В периода на разработката на проекта в МГШ с най-голямо влияние се ползват артилеристите, един от най-активните изразители на тяхното мнение е А. В. Колчак, който през този период е началник на оперативния отдел на МГШ.
Именно по настояването на артилеристите в проекта се оказва доминираща идеята за създаването на кораб, осигуряващ „идеалното“ функциониране на артилерийските системи.
По време на пробите на модели в опитния басейн, заради приоритетния стремеж да се намерят най-скоростните обводи, въпроса за мореходността е игнориран. В резултат, при избрания модел, развала (издаването) на бордовете в носовия край е толкова намален, че не осигурява необходимото „яздене“ на вълната. Ситуацията се влошава от относително неголямата височина на надводния борд, отсъствието на бакова надстройка и седловатост на палубата, а също от допуснатата грешка в надлъжната центровка на тегловите натоварвания, поради която диферентът на линкорите по носа достига 0,3 м (свинско газене).
В крайна сметка, в условията на даже незначително за кораб с такава водоизместимост вълнение, носовия край на линкора, не изплува върху вълната, а се „заравя“ в нея, до първата кула, и потоците вода и пръските „ослепяват“ оптиката на нейните прицели; още по-проблематично е воденето на огън от носовите плутонги на противоминната артилерия.
„Диктатът“ на артилеристи, игнориращи едно от най-важните понятия, такова като мореходността, води до обратен резултат – сериозно намаляване на артилерийските възможности на линейните кораби.

## История на строителството

### Подготовка на строителството
Началото на строителството на линкорите е санкционирано от император Николай II на 17 декември 1908 г., обаче за реалното начало на работите пречи недостатъчното финансиране. Примерната разчетна стойност на построяването на четирите кораба се оценява от Морското министерство на 148 милиона рубли в злато: 37 милиона за един кораб, в т.ч. 27,2 милиона за корпуса, бронирането и оборудването, 2,2 милиона за артилерийското въоръжение и 7,5 милиона за резервни оръдия и боеприпаси. Отделянето на подобна сума от Морското министерство, в рамките на предвиденото от закона ежегодно план-сметка, не е възможно, за това съдбата на новите кораби зависи от получаването на допълнително финансиране през Държавната дума. Обаче, макар и в Думата да се признава необходимостта от създаването в Балтика на силен линеен флот за защита на държавните интереси на Русия, общо мнение за способите за реализиране на тази задача у нея няма и през 1908 г. Думата отказва отпускането на допълнителни кредити за построяването на линкорите. Като една от причините за това служи и недоволството на Думата от дейността на Морското министерство, в частност, при разходването на средствата, отделени за възстановяването на флота след Руско-японската война. Средствата, необходими за началото на строителството на корабите, успяват да се получат благодарение на влиянието на премиер-министъра П. Столипин, постигнал това през Държавния съвет.
За строителството са избрани държавните Адмиралтейски и Балтийски заводи, като най-мощни от достъпните на министерството предприятия, и още повече, оставащи без поръчки след спускането на вода на последните ескадрени броненосци. Всеки от заводите трябва да построи по два кораба. Други големи участници в строителството трябва да станат Обуховския завод, доставчик на артилерийското въоръжение и Ижорски заводи, произвеждащи бронирането. Построяването на новите линкори, които трябва да станат най-големите от залаганите дотогава руски военни кораби, изисква разширяване и преоборудване на Адмиралтейския и Балтийския заводи, за което са необходими нови средства. Допълнителни разходи са необходими и за подготовката на Ижорския и Обуховския заводи, тъй като първият трябва в пъти да увеличи обемите на производство на броня, а вторият, без да има оборотни средства, но имайки дългове в размер на над 6 милиона рубли, не е в състояние да проведе необходимото преоборудване за производството на новите 305-мм оръдия и куполни установки. За началото на работите през 1908 г. са отделени 2,7 милиона рубли – Морското министерство от своите бюджетни средства и заводите от техните резервни капитали, но тази сума е недостатъчна и отново се искат допълнителни средства през Държавната дума. Едва през май 1910 г. са получени от Думата още 8,94 милиона рубли, за периода от 1910 до 1912 г., за подготовката на заводите. Въпреки това, независимо от отделените средства, държавните заводи на Морското ведомство се оказват все още недостатъчно подготвени за строителството на новите линкори. Като капак на всичко, Морското министерство, поради неудовлетворителна организация на работите, не успява напълно да задейства и наличните мощности на заводите, част от които не работят.
Строителството на новите линкори, носещи най-съвременното към това време оборудване, изисква привличането и на редица други предприятия, както държавни, така и частни. Корабостроителната стомана се доставя от Кулебакския завод и обединението „Продамет“; куполните установки – от Металическия и Путиловския заводи съвместно с Обуховския; елеваторите за кулите и системите за аерорефрижерация на погребите – от завода „Х. А. Леснер“; електрооборудването – от заводите „Дюфлон, Константинович и Ко“, „Сименс и Шукерт“, „Волта“ и „Всеобща компания за електричество“; телефоните и приборите за системата за управление на огъня – от заводите Хейслер и Ериксон; котвените и рулевите устройства – от завода „Сормово“. Енергетичната установка за линкорите на Балтийския завод се произвеждат от него самия, а за линкорите на Адмиралтейския завод се произвежда от Франко-Руския завод, по чертежи на Балтийския.

### Стапелен период и спускане на вода
Всички четири кораба са заложени в един и същи ден – 3 юни 1909 г. „Гангут“ и „Полтава“ са заложени в Адмиралтейския завод, а „Севастопол“ и „Петропавловск“ – в Балтийския. Построяването на корабите е планирано да се осъществи за 38 месеца, с край през август 1912 г., но реално то значително се проточва, поради недостатъчното финансиране, и като следствие, от закъснялото сключване на договорите за доставка на комплектуващите. Фактически, работите на стапелите започват едва през септември—октомври същата година. Друг, традиционен вече проблем, става тегловото претоварване на кораба, в сравнение с изначалния проект, в процеса на разработването на чертежите достигаща, още на хартия 150 т по корпуса и 200 т по механизмите, по състояние към януари 1910 г. На 1 януари 1911 г. за строителството на корабите са отделени само 12% от необходимата сума, а готовността на корпусите, без броня и оборудване, за различните кораби съставлява от 36 до 45% по маса на монтираните конструкции.
Продължаването на строителството с тези темпове губи смисъл, за това, за получаването на необходимите средства Съвета на министрите предприема курс на следване на исканията на думата – проведени са ред организационни изменения, организирана е финансова комисия за проверка на дейността на Морското министерство, а също са изпратени в оставка редица деятели на Морското министерство. След това, в периода февруари—март 1911 г. представената от Морското министерство молба за отделяне на финансиране за дострояването на корабите е разгледана от Комисията по държавна отбрана и на 19 май, след приемането му от Държавната дума, законът за отделяне на средства за дострояването на линкорите е утвърден от Николай II. Общата стойност на построяването на корабите се оценява от Морското министерство на 147,5 милиона рубли, от които, с оглед приспадането на похарчените към момента средства, за дострояване са отделени 119,56 милиона. Вече поради значително изоставащите от плана темпове на строителство на корабите, сроковете за тяхното влизане в строй са преместени за 1914 г.
След получаване на финансирането, темповете на строеж рязко се ускоряват. Към лятото на 1911 г. завършват започналите още през януари изпитания на отсеците за водо- и нефтонепроницаемост, след което започва пробиването на дейдвудните отвори и подготовка на кораба за спускане на вода. Най-голяма степен на готовност има „Гангут“, но неговото построяване е задържано, за да може на първо време да се подготвят към спускане и останалите три кораба. Първи, на 16 юни 1911 г., в тържествена обстановка е спуснат на вода „Севастопол“, който става главният кораб на серията, след който на 27 юни последва „Полтава“, на 27 август – „Петропавловск“ и най-накрая на 24 септември – „Гангут“. Масата на спусканите корпуси приближава към 8000 т, около 75% от които съставляват самия корпус, а останалата част е за почти напълно постановената палубна броня и около 10% от корабните системи.

### Дострояване и изпитания
След спускането на вода, работите по линкорите почти се прекратяват, тъй като оборудването и въоръжението към това време още не са готови – започва да напомня за себе си закъснението в сключването на контрактите за тяхната доставка. Така например на „Гангут“ от септември до декември 1911 г. степента на готовност по маса на поставените конструкции се увеличава едва с 3%, при това готовността на енергетичната установка и другото оборудване съставлява едва около 3 – 5%. За организиране и ускоряване, а също и за контрол върху качеството на работа Морското министерство сформира специална комисия, представляваща аналог на военните приемни комисии от по-късното време. Фактически, достроечните работи преминават в активен стадий едва в началото на 1912 г. В течение на тази година са поставени главните бордови броневи пояси, а също са оборудвани фундаментите на куполните установки. Също започва построяването на артилерийските погреби, обаче за тях се налага да се преоборудват и разширяват след приемането, в началото на 1912 г., на новите 305-мм снаряди, различаващи се с по-голяма дължина.
В течение на 1913 г. на корабите са натоварени главната енергетична установка и артилерийските оръдия, завършено е поставянето на бронирането. Поставена е палубата до дървената настилка и са монтирани бойните рубки, надстройките и мачтите. През пролетта на 1914 г. строителството на два от линкорите отново се забавя, като този път причината е стачката, обхванала цяла Русия, включая и Адмиралтейския завод. За борбата с липсата на работна сила, от Морското министерство към строежа на корабите са привлечени и техните екипажи, живеещи към този период в Крюковските казарми близо до завода. През първата половина 1914 г. е проведено окончателното монтиране на оборудването, а също са произведени и поставени на корабите куполните установки, а също се провеждат окончателните работи за подготовката на линкорите към приемо-предавателните изпитания.
С началото на Първата световна война през юли 1914 г. и влизането на Русия във войната, е решено да се проведат приемо-предавателните ходови изпитания в съкратен обем, без извеждането на енергетичната установка на форсиран режим, за да се съхрани нейния ресурс и за да се съкратят сроковете на изпитанията. Другата причина за това става и желанието да се въведе „Гангут“ в строй към 27 юли, годишнината от Хангутското сражение, в чест на което корабът получава своето име. На 18 юли на „Гангут“ са проведени швартовните изпитания на енергетичната установка, преминали успешно. След това кораба, на 20 юли, е формално приет на въоръжение и на него е вдигнат вимпела, независимо от това, че линкора все още не е преминал всички изпитания, има редица недоизпипвания и не е напълно приет от комисията.
За провеждането на последващите изпитания пречи повредата, на 29 юли, на рулевото устройство, което за месец и половина изважда кораба от строй. Отново на ходови изпитания, този път в открито море, „Гангут“ излиза едва на 21 септември, съвместно със завършения към това време „Севастопол“. Обаче първият реално завършен и приет на въоръжение линкор става „Севастопол“, който завършва своите ходови изпитания на 27 септември, а „Гангут“ на 28 септември се оказва изваден от строя, този път от повреда в една от турбините. Изпитанията показват превишаване на проектната мощност на енергетичната установки с 950 к.с. без форсирване, обаче нейната икономичност се оказва под зададената. В края на октомври, след завършването на ремонта на турбината, „Гангут“ отново е принуде да влезе за ремонт – този път след сблъсък с „Полтава“, повредите на която се оказват значително по-малки. В крайна сметка, завършването на изпитанията на линкора става едва на 21 декември 1914 г., след което той, на 22 декември е реално въведен в състава на действащия флот. Ходовите изпитания на „Полтава“ и „Петропавловск“ са завършени, съответно, на 24 ноември и 20 декември .

## Представители
| Название                         | Корабостроителница                   | Залагане      | Спускане на вода     | Приемане на въоръжение             | Съдба |
| -------------------------------- | ------------------------------------ | ------------- | -------------------- | ---------------------------------- | --- |
| „Севастопол“ / Парижская коммуна | Балтийски завод Санкт Петербург      | 3 юни 1909 г. | 16 юни 1911 г.       | 17 ноември 1914 г.                 | разкомплектован за метал в периода 1956 – 1957 г.                                                             |
| „Полтава“ / Михаил Фрунзе        | Адмиралтейские верфи Санкт Петербург | 3 юни 1909 г. | 27 юни 1911 г.       | 17 декември 1914 г.                | снет от въоръжение през 1919 г., частично разкомплектован през 1925 г., разкомплектован за метал през 1949 г. |
| „Петропавловск“ / Марат          | Балтийски завод                      | 3 юни 1909 г. | 27 август 1911 г.    | 21 декември 1914 г.                | тежко повреден през 1941 г., разкомплектован за метал през 1953 г.                                            |
| „Гангут“ / Октябрьская Революция | Адмиралтейские верфи                 | 3 юни 1909 г. | 24 септември 1911 г. | 20 юни 1914 г. 22 декември 1914 г. | разкомплектован за метал през 1959 г.                                                                         |

## Описание на конструкцията
| Разпределение на теглата при линкорите от типа „Севастопол“ | Разпределение на теглата при линкорите от типа „Севастопол“ | Разпределение на теглата при линкорите от типа „Севастопол“ |
| Теглови елемент                                             | Маса, т проектна/фактическа                                 | % от водоизместимостта                                      |
| ----------------------------------------------------------- | ----------------------------------------------------------- | ----------------------------------------------------------- |
| Корпус и оборудване                                         | 6594                                                        | 28,7                                                        |
| Брониране                                                   | 7745 / 7714                                                 | 33,7                                                        |
| Енергетична установка                                       | 2683 / 3260                                                 | 11,7                                                        |
| Въоръжение и боекомплект                                    | 3247                                                        | 14,1                                                        |
| Снабдяване и екипаж                                         | 470                                                         | 2,0                                                         |
| Запас водоизместимост                                       | 1245                                                        | 5,4                                                         |
| Нормален запас гориво                                       | 1016                                                        | 4,4                                                         |
| Нормална водоизместимост                                    | 23 000 / 24 420                                             | 100,0                                                       |

### Корпус
Линкорите от типа „Севастопол“ имат корпус с характерната „мониторна“ форма, с минимизирана площ на надводния борд и форщевен с ледоразбивачна форма. Дължината на корпуса между перпендикулярите съставлява 180,1 м, максималната дължина е 181,2 м; ширината с бронята съставлява 26,89 м. Стандартната водоизместимост според окончателния проект трябва да се равнява на 23 288 тона, а фактическата пълна, за различните кораби от серията, на приемните изпитания съставлява от 24 800 до 25 946 тона; газенето при това се колебае от 8,99 до 9,29 м. Проектната метацентрична височина на кораба съставлява 1,76 м.
Конструктивната основа на набора на корпуса представлява кутийкообразна килева балка с до два метра височина и 150 шпангоутни рамки, разположени с шпация от 1200 мм. За построяването на корпуса се използват три марки стомана: обикновена корабостроителна, с повишено съпротивление и с високо съпротивление, имащи, съответно, пределно съпротивление от 42, 63 и 72 кгс/мм² и предел на разтягане не по-малко от 20, 18 и 16%. Корпусът има три пълни палуби и се разделя на водонепроницаеми отсеци от тринадесет напречни прегради и две надлъжни, отстоящи на 3,4 м от бордовете.
Носовата част на корпуса заемат шпиловото устройство, помещението за малките дизел-генератори, жилищните помещения за редовия и старшинския състав и банята. Средната част на корпуса, от първата до четвъртата кула, заемат помещенията на главната енергетична установка и артилерийските погреби. Носовият централен пост се намира под носовата бойна рубка, на третата палуба. В кърмовата част на корпуса са разположени офицерските каюти, румпелните отделения, помещението за големите дизел-генератори, кърмовия централен пост и радиотелеграфната рубка. Броя на надстройките е сведен до минимум – над горната палуба се издигат, фактически, само оръдейните кули, двата комина, двете мачти и двете бойни рубки с компактната надстройка в района на носовата от тях.

### Брониране и противоминна защита
Изхождайки от опита на Руско-японската война, в руския флот се променят и изискванията към бронирането. По-рано цел на бронирането е защитата на жизненоважните части (погреби, котли, механизми) на кораба. Но спецификата на войната се заключава в ефективното използване от японците на тежки фугасни снаряди. За периода на бойните действия няма случаи за пробиване от японски бронебойни снаряди на бронята на цитаделата и оръдейните кули с последваща детонация на боезапаса или изваждане на енергетичната установка от строй. Причините за гибел на броненосците са: разрушаване от фугасни снаряди на слабозащитените или небронираните надводни конструкции; откачване на броневите плочи при повторни попадения от снаряди; интензивно горене на дърво. Изходя от „цушимския“ опит, се смята за необходимо на протежение цялата дължина на корпуса да се прикриват бордовете в района на водолинията от дебел брониран пояс, който препятства проникването на бронебойни снаряди и защитава, по този начин, запаса плаваемост, а също и плътно брониране на надводната част на борда за защитата му от фугасни снаряди.
Линкорите от типа „Севастопол“ имат малко нетипична за дредноутите схема на брониране: бронята покрива почти целия надводен борд, с изключение на сравнително неголям участък от кърмата.
Главният брониран пояс има височина от 5,06 м, от които според проектното газене над водата се намират 3,06 м, но поради претоварването на корабите и увеличеното реално газене, броневият пояс влиза във водата с почти един метър отгоре. В района на цитаделата, на протежение 116,5 м, главният пояс има дебелина от 225 мм, по краищата, достигащ до носа и почти до самата кърма, неговата дебелина намалява до 125 мм. Горният пояс има височина 2,26 м и се простира от траверсата на четвъртата кула до носа на кораба, между носовата и кърмовата траверси неговата дебелина съставлява 125 мм, в носовия край тя намалява до 75 мм, в района на кърмовия край горен пояс няма. Броневите плочи са закрепени без подложка с помощта на болтове на здрав контур, свързан със силовия набор на корпуса. Главният пояс в долната си част се опира на специална лавица, носеща неговото тегло върху себе си. Носовата бронирана траверса има дебелина 50 мм, в средата на корпуса преминавайки в барбета на първата кула, там имаща дебелина от 50 мм в долната си част до 125 мм в горната. Аналогична схема има и 125-мм кърмовата траверса, преминаваща в барбета на четвъртата кула, с дебелина от 100 до 200 мм. Освен външните бронирани пояси, вертикалното брониране на корпуса включва в себе си надлъжни броневи прегради, вървящи по цялата дължина на цитаделата на разстояние 3,4 м от борда и предназначени да защитават вътрешните помещения от осколките на снарядите, пробили главния или горния броневи пояси. Между долната и средната палуби преградите имат дебелина от 50 мм, а между средната и горната – 37,5 мм.
Хоризонталното брониране на корпуса се състои от три броневи палуби. Горната палуба има дебелина от 37,5 мм и покрива цитаделата и носовия край; в кърмовия край нейната дебелина съставлява 6 мм. Средната палуба, над цитаделата, има дебелина 25 мм в средната част на кораба и 19 мм – в пространството между бордовете и надлъжните бронирани прегради. В носовия край тя има дебелина 25 мм по цялата ширина на кораба, а в кърмовата – 37,5 мм по цялата ширина, освен участъка над румпелното отделение, където тя изтънява до 19 мм. Долната палуба, в района на цитаделата, има дебелина от 12 мм, но в междубордовото пространство тя преминава в 50-мм бронирани скосове, лежащи на 12-мм стоманена риза. В кърмовия край долната палуба е хоризонтална по цялата ширина на корпуса и има дебелина от 25 мм.
Въртящата се част на кулите на главния калибър има дебелина на бордовите и вертикалните стени от 203 мм, а задната стена, служеща за противотежест, е направена от 305-мм бронеплочи. Покрива и дъното на подвижната част имат дебелина от 76 мм. Неподвижното брониране (барбетите) на кулите имат дебелина от 150 мм над горната палуба и частично под нея, долната част на барбетите, достигаща до средната палуба, има дебелина от 75 мм. Изключение са крайните кули, при които барбетите са част от бронираните траверси. Челният сектор на барбета на първата кула има дебелина от 125 мм вместо 75 мм, а при четвъртата кула дебелината на тази част от барбета съставлява 200 мм, според други данни – 125 мм. Каземата на противоминния калибър са направени от 125-мм горен брониран пояс и 50-мм надлъжна преграда, като техните оръдейни амбразури се защитават само от противоосколъчни щитове. Освен това, казематите се разделят от 19-мм и 25-мм напречни броневи прегради.
Бронирането на стените на бойните рубки съставлява 250 мм, на покрива – според различните данни, 100 или 120 мм, също така 70-мм броневи кожуси защитават механизмите за управление. Кожусите на комините са защитени от броня с дебелина 75 в района на основите и 22 мм – в останалата им част. Освен това, отделна защита има румпелното отделение, заключено в бронирана кутия от плочи с дебелина от 30 до 125 мм.
Специална противоминна защита няма на корабите, нейната роля, отчасти, се изпълнява от двойното дъно и борда, достигащи до ръба на главния броневи пояс и надлъжните 8…9-мм прегради от стомана с повишено здравина. При проектирането се разглеждат възможностите за въвеждането на надлъжна противоминна преграда, ако тя ще може да издържи взрив на мина или торпедо, но даже 63 мм преграда, при такава ширина на защитата, не издържа взривове от стандартните 140 – 145 кг бойни части на торпедата и фактически е безполезна, а нейното поставяне изисква допълнително да се увеличи водоизместимостта с 500 – 600 т. При влизането си в строй линкорите са оборудвани с противоторпедни мрежи, можещи, чрез 32 въртящи се греди, да се окачват при престой на котва, но още към края на 1915 г. те са свалени, като неоправдаващи себе си.

### Въоръжение

#### Система за управление на огъня
Линкорите от типа „Севастопол“ са оборудвани със система за управление на огъня тип Хейслер, обслужваща както главния, така и противоминния калибри. Далечината до целите се определя с помощта на един от двата стереоскопични далекомера с база в 6 м – основен, разположен на мостика на бойната рубка или резервния, поставен на покрива на кърмовата бойна рубка. Показателите от далекомера се снемат от далекомерчика с периодичност от 3 – 5 секунди и се предават по телефон към централния пост. Курсовия ъгъл на целта се определя от визьора за централно насочване и също се предава в централния пост по телефон. Изчисляването на данните за стрелбата става на ръка в централната рубка, където се намира и старшият артилерийски офицер, ръководещ стрелбата на главния калибър. Там данните от далекомера се въвеждат в задаващия прицела прибор – механичен изчислителен прибор, изработващ текущата (суреднена) дистанция, която се коригира от старшия щурман на кораба, въвеждащ в нея поправки с оглед изменението на положението на целта за времето на полет на снаряда, в съответствие с разчетения курс и скоростта на вражеския кораб. Нататък тази информация постъпва към управляващия огъня, превеждащ я като ъгъл за възвишение на оръдията. В данните за курсовия ръчно се нанасят поправки, отчитащи изпреварването, за времето на полета на снаряда, страничния вятър, отклонението на снаряда надясно вследствие въртенето (деривацията), в резултат на което се изработва крайната поправка на курсовия ъгъл – т. нар. целик.
Нататък данните за ъгъла на възвишение на оръдията се предават жично към постовете за насочване на всяко от оръдията на линкора и се изобразяват със стрелка на индикатора за възвишение при наводчика. Данните за текущия курсов ъгъл и целика също по проводник се предават към приемащите прибори в кулите, където също се показват от стрелка на индикатора за завъртане, отчитащи също и поправката за разстояние между визьора за централното насочване и кулата – над 100 метра за 4-та кула. Нататък за наводчиците в кулата остава само да доведат показателите за реалния ъгъл на възвишение и завъртане к индикаторите и да произведат изстрела. Устройство за определяне на крена автоматично затваря електрическите вериги за стрелба на всички кули с достигането на ъгъл на крен от 0°. Механизмите за насочване са снабдени с предпазители, автоматично прекъсващи веригите за стрелба при ъгли на възвишение под −5°. Освен този, основен, режим, всяка кула може да визира цели самостоятелно, а също и да води стрелба в автономен режим, при това данните се определят с помощта на куполните прицелни приспособления и се изчисляват по таблиците за стрелба от командира на кулата. По сходен образ може да се управлява огъня на артилерията на противоминния калибър, освен това всеки плутонг 120-мм оръдия може да води стрелба самостоятелно, под управлението на своя командир.

#### Главен калибър
Артилерията на главния калибър на линкорите от типа „Севастопол“ съставляват дванадесет нарезни 305-мм оръдия конструкция на Обуховския завод, разположени в четири триоръдейни куполни установки, които получават в СССР обозначението МК-3-12. Оръдието има калибър от 304,8 мм при дължина на ствола от 52 калибра / 15850 мм, а неговата маса съставлява 50,7 т. Затворът на оръдията е бутален, патент на фирмата „Викерс“, конструкция на Аксел Уелин. Оръдието има обем на зарядната камера от 224,6 дм³ и разчетено за налягане в канала на ствола до 2400 кг/см², което позволява да се осигури на снарядите образец 1911 г. начална скорост от 762 м/с.
Разположението на кулите е линейно, ъглите на обстрел на установките по единия борд съставляват: 0…155° за носовата кула, 25…155° за втората и третата кули и 25…180° за кърмовата кула. По този начин, всичките дванадесет оръдия могат да водят обстрел по траверса ±65°, но носовия и кърмовия сектори се обстрелват само от по три оръдия. Вертикалните ъгли на насочване изначално съставляват от −5 до +25°, но на „Севастопол“ в хода на модернизацията от 1933 – 1938 г. максималният ъгъл на възвишение е увеличен до 40°. Вертикално оръдията могат да се насочват или разделно, или по две, по три заедно. Насочването на оръдейната установка се осъществява с помощта на електродвигатели с постоянна скорост на въртене, работещи през хидромеханични регулатори на скоростта, известни като „муфи на Джени“ – един, с мощност 30 к.с. за завъртане на кулата и три, с мощност по 12 к.с. – за вертикалното насочване. Максималната скорост на хоризонталното насочване съставлява 3,2 град/сек, вертикалната – 4 град/сек, на „Севастопол“, в хода на споменатата модернизация, скоростта на вертикално насочване е увеличена до 6 град/сек. Също в установката е предвидено и ръчно задвижване, с помощта на което може да се осигури скорост на хоризонтално насочване от 0,5 град/сек, за което са необходими усилията на дванадесет души, а времето за насочване във вертикалната плоскост от −5° до +25° при това не надминава 45 секунди.
Боекомплектът на артилерията на главния калибър съставляват по 100 изстрела на ствол и е разположен в четири подкуполни погреби, разделени всеки на две части. Погребите за носовата и кърмовата кули не поместват целия боекомплект, за това част от него е разположена в допълнителните погреби, откъдето те се подават към основните с помощта на ръчни тали. В погребите автоматично се поддържа постоянна температура от 15 – 25 °C с помощта на аерорефрижератори система Уестинхауз-Льоблан. В асортимента на боеприпасите към оръдията влизат бронебойни, полубронебойни, фугасни снаряди и шрапнел, а също учебно гюле от стоманизиран чугун, служещо за учебни стрелби.
Изстрелите с картузно зареждане се състоят от снаряд и два полузаряда. Снарядите и полузарядите от погребите отначало, с помощта на долните зарядници, постъпват в претоваръчното отделение, откъдето, вече с помощта на горните подемници, те попадат непосредствено при оръдията. Зареждането може да става при ъгли на възвишение от −5° до +15°. Подемниците и зарядното устройство имат електродвигатели, също има независима система за зареждане на ръка, която изисква усилията на четири души за вдигането на всеки снаряд. Техническата скорострелност съставлява 1,8 изстрела за минута. Практическата скорострелност, в зависимост от тренираността на разчета, може да съставлява от 1,5 до 2 изстрела за минута, при това в случай на продължителна стрелба тя намалява за носовата и кърмовата кули поради необходимостта да се доставят боеприпаси от резервните погреби. От друга страна, при всички кули има възможност за известно време да се повиши скорострелнострелността чрез предварително поставяне на част от боеприпасите в претоваръчното отделение, откъдето те само трябва да бъдат качени при оръдията чрез горните подемници. На „Севастопол“, при модернизацията, е поставена нова система за зареждане с фиксиран ъгъл на зареждане от +6°, която повишава техническата скорострелност до 2,2 изстрела за минута, като цената е отказ от резервната ръчна система.
| Номенклатура на боеприпасите    |                      |                               |                 |                          |                      |                                                                   |
| Тип                             | Тегло на снаряда, кг | Тегло на метателния заряд, кг | Тегло на ВВ, кг | Взривател                | Начална скорост, м/с | Таблична далечина на стрелбата при ъгъл на възвишение 25/40°, каб |
| Бронебоен обр. 1911 г.          | 470,9                | 132                           | 12,96           | КТМБ                     | 762                  | 132 / 161                                                         |
| Полубронебоен обр. 1911 г.      | 470,9                | 132                           | 61,5            | МРД обр. 1913 г.         | 762                  | 132 / 161                                                         |
| Фугасен обр. 1911 г.            | 470,9                | 132                           | 58,8            | МРД обр. 1913 г.         | 762                  | 132 / 161                                                         |
| Фугасен далекобоен обр. 1928 г. | 314,0                | 140                           | 55,2            | МРД обр. 1913 г. или РДМ | 950                  | 186 / 241                                                         |
| Шрапнел                         | 331,7                | 100                           | 3,07            | ТМ-10                    | 811                  | 120                                                               |
| Гюле от стоманизиран чугун      | 470,9                | 132                           | —               | —                        | 762                  | н/д / 156                                                         |

| Бронепробиваемост на бронебойния снаряд обр. 1911 г. |     |     |     |
| Тип броня / далечина, каб                            | 50  | 100 | 150 |
| Вертикална, мм                                       | 352 | 207 | 127 |
| Хоризонтална, мм                                     | 17  | 60  | 140 |

#### Противоминен калибър
Артилерията на противоминния калибър се състои от шестнадесет 120-мм нарезни оръдия на фирмата „Викерс“. Оръдията имат скрепен ствол с дължина 52 (по нарязката 50) калибъра / 6240 мм и бутален затвор патент на „Викерс“ (друго название: затвор Уелин). Скорострелността на оръдията съставлява 7 изстрела в минута. Оръдията конструктивно и организационно са обединени в осем плутонга по две оръдия, разположени в каземати на средната палуба. Сектора на обстрел на оръдията, съставляващи 120° и 130° за различните установки, са подбрани по такъв начин, че цел, намираща се на произволен курсов ъгъл, да може да се обстрелва като минимум от четири от тях. Оръдията са разположени на стационарни лафетни установки, позволяващи тяхното насочване във вертикалната плоскост в пределите от −10° до 20°. Ъгловата скорост на хоризонталното насочване съставлява 6 – 8 град/сек, на вертикалната – 3,5 град/сек. Зареждането на оръдията е разделно-картузно, в щатния им боекомплект влизат изстрели с фугасни, шрапнелни и осветителни снаряди, а също и „гмуркащи се“, предназначени за борба с подводни лодки. Боекомплектът на противоминния калибър изначално съставлява 250 изстрела на ствол, по-късно той е увеличен до 300.
| Номенклатура на боеприпасите                                                                                  |                      |                               |                 |           |                      |                                                 |
| Тип | Тегло на снаряда, кг | Тегло на метателния заряд, кг | Тегло на ВВ, кг | Взривател | Начална скорост, м/с | Таблична далечина при ъгъл на възвишение 20°, м |
| Фугасен обр. 1907 г.                                                                                          | 20,48                | 7 – 8                         | 2,56            | 7ДТ, МР   | 823                  | 10 431                                          |
| Фугасен обр. 1911 г.                                                                                          | 28,97                | 7 – 8                         | 3,73            | МР        | 795                  | 13 900                                          |
| Фугасен обр. 1928 г.                                                                                          | 26,3                 | 7 – 8                         | 1,8             | н/д       | 825                  | 17 010                                          |
| Шрапнел обр. 1907 г.                                                                                          | 20,7                 | 7 – 8                         | н/д             | ТМ-6      | 820                  | 10 608                                          |
| Гмуркащ | 26,1                 | 0,7                           | 5,16            | НВ        | 216                  | 2195                                            |
| Осветителен безпарашутен                                                                                      | 29,48                | 4,8                           | —               | МТ-6      | 660                  | 10 425                                          |
| Освен тях, може да се използва целия асортимент снаряди за 120-мм оръдия СА, Кане и френското образец 1878 г. |                      |                               |                 |           |                      |                                                 |

#### Зенитна артилерия
Според проекта зенитното въоръжение на линкорите от типа „Севастопол“ трябва да се състои от осем 47-мм оръдия, разположени по четири на покривите на първата и четвъртата кули. Обаче поради липса на такива оръдия, фактически, според състоянието при влизането им в строй, на „Гангут“ и „Петропавловск“ са поставени по две 63,5-мм оръдия с боекомплект от 200 изстрела на ствол и едно 47-мм оръдие, а на „Севастопол“ и „Полтава“ – по две 75-мм оръдия с боекомплект 200 изстрела на ствол и едно 47-мм оръдие.

#### Торпедно въоръжение
Торпедното въоръжение на линкорите от типа „Севастопол“ съставляват четири неподвижни подводни бордови торпедни апарата калибър 450 мм, с боекомплект от по три торпеда на апарат. Торпедните апарати са предназначени само за самоотбрана на линкора в краен случай, при излизането на артилерията от строй. В боекомплекта са включени парогазовите торпеда модел 45 – 12 (образец 1912 г.), имащи тегло на заряда от 100 кг и далечина на хода от 2 км при скорост от 43 възела, или до 6 км при скорост 28 възела.

#### Авиационно въоръжение
След края на приключилата през 1931 г. модернизация на „Марат“ получава авиационно въоръжение, състоящо се от един хидросамолет-разузнавач КР-1. Самолетът се съхранява на покрива на 3-та кула, а неговото излитане и кацане се осъществяват от водата, за което в района на кърмовата рубка е разположен подемен кран за вдигане и спускане на самолета от/във водата. Сходно въоръжение, отличаващо се само с поставянето на по-голям кран, с 20-тонна товароподемност, получава след модернизацията си от 1931 – 1934 г. и „Октябрьская Революция“. По-мощно авиационно въоръжение получава „Парижская Коммуна“, на покрива на 3-та кула на която, през 1930 г., е поставен пневматичен стартов катапулт 3-К за запуск на двата разполагащи се на борда КР-1, обаче още през 1933 г. катапултът е демонтиран, макар самолетите и крановете за пускането им във водата да остават на линкора до 1940 г.

### Енергетична установка
Линкорите от типа „Севастопол“ имат паротурбинна силова установка. На корабите има четири котелни отделения, в които са разположени 25 водотръбни парни котела „Яроу“. Налягането на парата в котлите е прието за 17,5 атм., температурата на парата за 206 °С. Площта на нагревната повърхност на носовите три котел, предназначени за работа само с течно гориво, съставлява по 311,9 м², останалите котли имат смесено подгряване и площта на нагревната повърхност при тях е по 375,6 м². Като гориво за котлите обичайно се използват въглища, при форсиран режим на работа се използва впръскване на нефт. Нормалния запас гориво на борда съставлява 816 т въглища и 200 т мазут, пълният, съответно – 1500 и 700 т. Главните механизми на силовата установка са разположени в три машинни отделения и се състоят от 10 парни турбини система „Парсънс“, работещи на четири гребни вала. В бордовите отделения са разположени по две турбини високо налягане, за преден и заден ход, работещи на един вал. В централното отделение се намират двата средни вала, на всеки от които работят три турбини: високо налягане за преден ход, ниско налягане за преден ход и ниско налягане за заден ход. Зад моторните отделения се разполага отделението на главните хладилници, в което се поместват циркулационните помпи и двата главни кондензатора с обща площ на охлаждащата повърхност от 1951 м². Проектната максимална мощност на силовата установка съставлява 32 000 к.с. при 280 об/мин в нормален и 42 000 к.с. при 300 об/мин във форсиран режим. Фактически са достигани и по-големи стойности, така например, на „Полтава“, на ходовите изпитания от 1915 г. са достигнати 52 000 к.с. при 320 об/мин.

## Модернизация
Линкорите от типа „Севастопол“ са проектирани с оглед опита от бойното използване на линейните кораби в периода на руско-японската война, в съответствие с приетата преди Първата световна война отбранителна военноморска доктрина на Руската Империя, за действие в условията на вътрешния Балтийски театър. До самото начало на 1930 години в СССР се разработва доста изгодната, за условията на възстановяващата се икономика, отбранителна военноморска доктрина, в съответствие с която основно внимание се отделя на създаването на подводни лодки, торпедни катери, развитието на морската авиация. Възстановяването и въвеждането в състава на морските сили на балтийския флот (МС на БФ) на линкорите от типа „Севастопол“, служат за повод за приемането на решение за тяхната модернизация, с оглед тенденциите в развитието на корабите от този клас при вероятния противник.
В СССР в средата на 1920-те години въпросът за модернизацията на намиращите се в състава на МС на БФ линкори от типа „Севастопол“ активно се обсъжда на ниво съветски военноморски специалист, болшинството от които споделят мнение, че тези кораби изначално имат значителни недостатъци и са морално остарели.
На 10 март 1927 г., по инициатива на началника на ВМС на РККА – Р. А. Муклевич се състои „Особено съвещание“, на което основен доклад изнася авторитетният специалист по изучаването на чуждестранния опит в създаването на линкори В. П. Римский-Корсаков. Докладчика аргументирано обосновава основните причини за „остаряването“ на линкорите от типа „Севастопол“ и разкрива перспективните направления за тяхната модернизация. В частност, отбелязва се: линкорите са проектирани с оглед анализа на използването на линейните кораби в Цушимското сражение; главния броневи пояс защитава кораба само от фугасни снаряди и е недостатъчен против бронебойни снаряди калибър 305-мм, пробиващи 225-мм броня на бордовия пояс от всички дистанции до 130 кабелтови (пределната далечина на стрелба на оръдията на главния калибър); съвършено неудовлетворително е хоризонталното брониране на палубите – 37,5+25 мм, пробивано от 305-мм бронебойни и фугасни снаряди на дистанции 90 – 100 кб и повече, с образуването на мощни осколки, способни да пробият корпуса до дъното; казематното разположената противоминна 120-мм артилерия е слабоефективна при отразяването на торпедните атаки на съвременните есминци (недостатъчна – до 75 кб, прицелна далечина на стрелбата, вследствие на ниското разположение на наводчиците и плутонговите командири, ограничени в дистанцията на визуално засичане на целите; заливаемост на оръдията на носовите плутонги при относително неголямо вълнение); недостатъчна мощност на зенитната артилерия.
С оглед на гореизложеното докладчикът препоръчва възможни направления за модернизация на линкорите, в частност: да се усили бронирането на една от палубите до 75 мм; да се увеличи далечината на стрелба на оръдията от главния калибър (за сметка на използването на олекотени снаряди със специален балистичен накрайник и увеличаване на ъгълна на възвишение на оръдията от главния калибър от 25° до 45°); да се повиши 1,5 – 2 пъти скорострелността на оръдията на главния калибър; да се използват нови далекомери, затворен тип, с увеличаване височината на тяхното поставяне; да се внедрят нови прибори за управление на стрелбата (ПУС); задължително да се екипира всеки линкор с два хидросамолета; да се замени противоминната артилерия с казематно разположение с двуоръдейни 100-мм кули с акцент върху необходимостта от разработката на подобни корабни артилерийски системи; да се усили зенитната артилерия; за увеличаване на автономността на плаване да се преведат котлите на отопление с течно гориво, при това за целите на компенсиране на отслабването на системата на бордовата противоминна защита на кораба поради ликвидирането на въглищните ями да се поставят бордови були на подводната част от корпуса; очакваното поради поставянето на булите увеличение на хидродинамичното съпротивление на корпуса да се компенсира с увеличаване на мощността на главната котлотурбинна установка за сметка на повишаване на форсировката на котлите; за подобряване на мореходните качества да се увеличи височината на надводния борд в носовата част на корпуса; да се въведе система за противохимична защита; да се обновят прожекторните устройства, средствата за радиосвръзка. За реализация на изискванията към модернизацията предварително са определени разходи в размер на над 40 млн. рубли за всеки линкор.
Вследствие работата на съвещанието е прието решението преди всичко да се преведат котлите на течно гориво. Тъй като отделянето на толкова значителни средства за модернизация по онова време е малко вероятно, Р. А. Муклевич, в заключителните си думи, отбелязва безусловната необходимост от модернизация на линкорите и заръчва на НТКМ да изработи както максимален, така и минимално необходимите за нея варианти със задължителното условие превеждането на котлите на нефтено отопление и съхраняване на скоростта на пълен ход не по-малко от 22 възела.
На 5 август 1927 г., Реввоенсъвета на СССР (РВСС) постановява: „…ремонтът и модернизацията на линкорите от типа „Севастопол“ да се започне с възстановяването на линкора „Фрунзе““.
В края на 1927 г. са разработени конкретните предложения за обема на модернизацията. Разработката на проектите за модернизация на линкорите от типа „Севастопол“ и осигуряването на производството на конструкторско-технологичната документация се води от конструкторското бюро на Балтийския завод.
В периода 1928 − 1929 г. линкорът „Парижская коммуна“, поради необходимостта от превеждането му в Черно море, първи е подложен на извънпланова предварителна (частична) модернизация, включваща: изменение на обводите в носовата част на корпуса, придаване на горния край на носовия комин на незначителна извивка към кърмата и оборудването на всяка кула на главния калибър с автономен далекомерен пост от затворен тип. Експлоатацията на кораба в суровите условия на прехода от Балтийско в Черно море показва непригодността на реализираното проектно решение за подобряване на мореходността на кораба и необходимостта да се внесат изменения в проекта за модернизация на линкорите от типа „Севастопол“.
Плановата поетапна модернизация, съвместно с ремонт, в Балтийския завод: първи – (в периода 1928 – 1931 г.) преминава „Марат“, заводско обозначение на проекта – „С-1101“; втори – (в периода 1932 – 1934 г.) – „Октябрьская революция“, заводско обозначение на проекта – „С-1102“. Трети, в Севастополския кораборемонтен завод (в периода 1934 – 1941 г.) – „Парижская коммуна“, заводско обозначение на проекта – „4103“. Толкова продължителния период на модернизация на линкорите от типа „Севастопол“ (1928 – 1941 г.), е обусловен от решението да се осигури тяхното участие в периодичните летни учения. Процеса на модернизация се характеризира с последователна поредица от внасяни изменения в проектните решения с оглед опита от експлоатацията и компромисни решения между това, какво трябва да се направи, и какво е възможно да се направи, изходя от реалните икономически и производствени възможности.
Проектите за модернизация за всеки съветски линкор се разработват последователно, което определя и тяхната индивидуалност. На фона на последователно въвежданите подобрения, са съхранени общите тенденции, проявяващи се в конструктивно-архитектурни изменения в комплексите: „носова бойна рубка-кула КДП-комин“; „втори комин“; „гротмачта-кърмова кула КДП-кърмова бойна рубка“. При това, за линкорите: „Марат“, „Октябрьская революция“, „Парижская коммуна“, гореуказаните комплекси са изпълнени особено индивидуално и в процеса на последващите ремонти (технически модернизации), са подложени на незначителни, отново, сугубо индивидуални изменения.

### Опити за възстановяване и модернизация на ЛК „Михаил Фрунзе“
На 5 август 1927 г., Реввоенсъвета на СССР (РВСС) постановява: „…ремонтът и модернизацията на линкорите от типа „Севастопол“ да се започне с възстановяването на линкора „Фрунзе““, обаче, средствата за реализиране на постановлението на РВСС са недостатъчни. На 25 февруари 1928 г. правителството се съгласява да отдели две трети от необходимата сума. На 11 май 1928 г. е получено разрешение да се започнат работите според програмата „малка модернизация“, предвиждаща вместо предишните 25 котела да се поставят 12 по-мощни, от числото на произведените за линейните крайцери от типа „Измаил“. На 17 декември 1928 г. Съвета по труда и отбрана, със свое решение, прекратява работите по „малката модернизация“ на линкора „Фрунзе“, фактически отменяйки постановлението на РВСС от 5 август 1927 г., за приоритетното възстановяване на този линкор. На 31 януари 1930 г. техническото управление на Управлението на Военноморските Сили излиза с предложението за въвеждането на „Фрунзе“ в строй като плаваща батарея със старото въоръжение, но с намаляване на броя на старите котли. Балтийският флот, във връзка с превеждането на „Парижская коммуна“ в Черно море, крайно се нуждае от подсилване. На 7 октомври 1930 г. началника на морските сили Р. А. Муклевич подписва заповед за подготовка на предварителни разчети и техническо задание за възстановяването на линкора „Фрунзе“ в три варианта:
- като плавбатарея, встъпваща в строй след минимален срок на работите и с минимални разходи;
- като плавбатарея с постепенно дострояване и модернизация (ежегодно през зимата) до нивото на линеен кораб;
- като плавбатарея с преправяне на линеен крайцер с проектна скорост от 27 възела.

В края на октомври 1930 г. на съвещание на висшия команден състав е одобрен вторият вариант. През декември 1930 г. става известно, че вследствие на рязкото съкращаване на финансирането работите по „Фрунзе“, планирани през 1931 г., не могат да бъдат започнати. На 12 януари 1931 г. Муклевич се обръща към народния комисар за военните и морските работи К. Е. Ворошилов с молба да разреши използването на оборудване от линкора „Фрунзе“ за другите кораби и като мобилизационен запас, а корпусът да се предаде за скрап. Наркомът отказва, корабът три месеца се намира в престой. В крайна сметк, 2-ра и 3-та кули на главния калибър са демонтирани и изпратени в Далечния изток. През 1934 г. кулите са монтирани в системата на бреговата отбрана на Владивосток на остров Руски (виж Ворошиловска батарея).

### Първи етап от модернизацията на „Парижская коммуна“
Първи през 1929 г. е модернизиран „Парижская коммуна“, главно за целите на далечния му преход към Черно море. Това е незначителна модернизация на кораба, в хода на която: са изменени обводите на носовата, надводната, части на корпуса; горният край на предния комин получава извивка назад; всяка оръдейна кула на главния калибър е оборудвана с автономен далекомерен пост затворен тип; на покрива на третата кула на главния калибър е поставен катапулт за самолет разузнавач. Изменението на обводите в носовата част на корпуса е направено чрез „напластяване“ на нейните „скулови“ бордове, от нивото на средната палуба до горната, преминаващи във фалшбордове, без бакова палубна настилка. Предполага се, че тези мерки ще намалят заливаемостта на горната палуба и зариването на форщевена във водата при вълнение, ще дадат на кораба по-благоприятни условия да „влиза“ в насрещната вълна. Обаче при силно вълнение фалшбордът в носовата част, при влизането в голяма вълна и при килово люлеене, изпълнява ролята на огромен „черпак“, загребващ десетки тонове задбордна вода, претоварваща носовия край на горната палуба и поддържащите я пилерси и прегради.
В щормовите условия на Бискайския залив размаха на бордовото люлеене на линкора достига 38° при вятър до 12 бала, на кораба се стоварват вълни с височина до 10 метра, палубата се потопява във водата до първата кула, плавателните средства са разбити на цепленки и са отмити зад борда. Вълните откъсват козирките на вентилационните шахти. В котелните отделения се натрупалата се вода, през образуваните в палубата отвери, се качва до нивото на площадките пред котлите и заедно с въглищата се лашка от борд на борд. Разрушава се носовата част на фалшборда и се откъсва дясната половина на вълнолома, в резултат корабът започва още по-силно да се зарива с носа във водата. Зачерпваната от носовия „черпак“ вода се задържа на горната палуба, а със своето тегло натиска на поддържащите пилерси, които в крайна сметка не издържат на това натоварване и се огъват. Налага се да се подкрепи палубата с дървени опори.
В процеса на модернизацията, за намаляване на задимеността на носовата надстройка, пречеща на наблюдението при управление на кораба и на артилерийската стрелба, горната част на носовия комин е направена с извиване назад. Обаче това незначително извиване дава резултат по-малък от желания.
Всички артилерийски кули на главния калибър са оборудвани с индивидуални далекомерни постове. Това нововъведение се оказва ефективно и е внедрено при модернизацията на линкорите „Марат“ и „Октябрьская революция“.
Передислокацията на линкора показва, че ледоразбиващото образувание в носовата част на корпуса и липсата на полубакова надстройка съвършено не отговарят на изискванията за мореходност в условията на щормов океан. Изясняват се недостатъчната автономност на плаване, неудобството за експлоатация на котлите с въглищно отопление в условията на люлеене и натоварването на гориво в морето, неудовлетворителните условия за обитаемост.

### Модернизация на ЛК „Марат“
В периода 1927 – 1931 г. линкорът „Марат“ е подложен на по-дълбока модернизация, с оглед предшестващия опит от модернизацията на линкора „Парижская коммуна“. Над нивото на горната палуба е образувана полубакова носова надстройка с височина 1,8 – 2,0 м, твърдо свързана с набора на корпуса и затваряща се в горната си части със здрава палубна настилка. Преместени са назад бордовите котвени клюзове и са образувани котвени ниши. За увеличаване на далечината и точността на прицелната стрелба на главния калибър за първи път са оборудвани високи, въртящи се по хоризонтала, командно-далекомерни постове от затворен тип. Първоначално на „Марат“ са поставени само два КДП – носов и кърмов (впоследствие са оборудвани още два допълнителни на носа). Всеки КДП е оборудван с оптически визьор за централно насочване (ВЦН) и два „6-метрови“ далекомера система Хейслер, включени в състава на приборите за управление на артилерийския огън. В съответствие с бойното разписание, вътре в КДП се намират визьорчик, далекомерчик и управляващия артогъня. Главният носов КДП, имайки значителна маса, е разположен на топа на мощната цилиндрична кулоподобна фокмачта, при поставянето на която големи изменения претърпяват елементите от комплекса на носовата надстройка: „бойна рубка-фокмачта-носов комин“. За поставянето на кърмовия КДП комплексът на кърмовата надстройка също претърпява изменения, но в по-малка степен. Носовата далекомерна кула е поставена вместо изначалните носова ходова рубка и фокмачта. Елементите на носовата надстройка, разположени в тясното пространство между първата и втората артилерийски кули, с оглед на разположението на техните погреби за боезапаса са реконструирани. В частност носовата бойна рубка, мостиците (възроден е покрития с брезент носов ходов мостик, опразнен още по време на построяването на кораба), комина в горния му край е направен с още по-голяма извивка назад. Кърмовия КДП е оборудван върху достроената по височина кърмова ходова рубка, разположена между гротмачта и бойната рубка. За намаляване на „задимеността“ на постовете, разположени на носовите надстройки, горния край на предния комин получава увеличена извивка назад, в сравнение с линкора „Парижская коммуна“. Вместо 25 котли тип „Яроу“ с комбинирано въглищно-нефтено отопление са поставени 22 котела от същия тип, напълно преведени за нефтено отопление. Котлите на главната енергетична установка са разположени в две котелни отделения, по три котела и в четири отделения с по четири котела. След модернизацията силуета на кораба значително изменя, новите надстройки хармонично се вписват в базовата компоновка, придавайки на съветския линкор, индивидуален, доста заплашителен външен вид. Носовата цилиндрична далекомерна кула, претоварена в горния си край с площадки и КДП, се оказва недостатъчно здрава, при определени скорости на движение на кораба тя вибрира. Това неблагоприятно влияе на условията за работа на бойните постове. За да се избегнат големите преправяния, на „Марат“ се ограничават с локална амортизация на приборите, поставени както в КДП, така и на другите бойни постове, намиращи се вътре в носовата мачта. Освен това, при движение на кораба, от носовата мачта с мостиците, се създават мощные завихряния, и дима от носовия комин, попадайки в областта на разреждане, обвива КДП и другите постове, създавайки пречки за управлението на кораба и артилерийската стрелба.

### Модернизация на ЛК „Октябрьская революция“
Трети е модернизиран линкорът „Октябрьская революция“. Модернизацията се провежда в хода на планов основен ремонт в Балтийския завод, в периода 1931 – 1934 г. Проектът за модернизацията отчита положителния и отрицателния опит от реконструкцията на линкора „Марат“. В процеса на проектирането е използван метода за макетно моделиране на комплекса „бойна рубка-фокмачта-носов комин“. Със съхраняването на принципните направления в модернизацията на линкора „Марат“ са реализирани технически решения при провеждането на работите, които съдържат и нови елементи. В частност конструкцията куловиден тип с цилиндрична гротмачта е преразгледана, нейната здравина е увеличена за сметка на придаването на конична форма, осигуряваща увеличаване на площта на напречните сечения в основата, а също и за сметка на осигуряването на силова свръзка на носовата и кърмовата далекомерни кули към бойните рубки, с носовата кула, още и към предния комин, това са допълнителни хоризонтални връзки, образуващи силови, многоетажни хоризонтални конзолни площадки. Това се достига чрез „нарастване“ на височините на бойните рубки и осигурява възможност да се монтират на техните покриви допълнителни силови площадки за поставянето на зенитни огневи точки. Гротмачтата също е привързана в силово отношение към кърмовата далекомерна куполна надстройка, което дава възможност да се монтират на нея доста голямата стрела на катапулта от ферменен тип за обслужването на бордовия хидросамолет. На предния комин е осигурен, в сравнение с ЛК „Марат“, по-увеличена извивка назад. Измененията засягат и организацията на монтажните работи, в хода на които част от оборудването, включая комина, се монтират на кораба в сглобен вид с помощта на кранове. В хода на изпитанията е установено, че коничната носова кула на КДП е достатъчно здрава и не вибрира. Вътре, в разширяващата се към основата част на мачтата се оказва възможно да се разположат походни рубки за флагмана и командира и ред бойни постове на артилерийската бойна част. В сравнение с линкора „Марат“, са внесени изменения в енергетичната установка. Вместо 25 котела в шест котелни отделения са поставени по-рано предназначените за линейните крайцери от типа „Измаил“ 12 котела с нефтено отопление, имащи по-голяма паропроизводителност за сметка на увеличената повърхност на нагряване. Намаляването на броя на котлите осигурява възможност да се съкрати обема на котелните отделения. Прехода към нефтено отопление осигурява възможност да се намали обема на хранилищата за гориво, да се ликвидирват въглищните ями с каналите за подаване на въглища към котлите, разположени под водолинията, като по този начин се повишава непотопимостта на кораба, да се освободят отсеци, по-рано използвани за запасите въглища и те да се преоборудват в допълнителни помещения за личния състав, числено нараснал до 1546 души. Допълнително са оборудвани: зала за събирания, библиотека, Ленинска каюта, читалня, подобрени са условията за обитаемост в матроските кубрици, намален е броя на окачени койки. В процеса на модернизация, за да се опрости и увеличи надеждността на турбинните двигатели са демонтирани турбините за крайцерска скорост, като неоправдаващи своето предназначение. В електромеханичната бойна част е създаден нов команден пункт за енергетика и живучест (ПЕЖ) с оборудването му с приложна апаратура за поддържане на устойчивостта на кораба, крена на който се задава от наводняването на цистерни по команда от ПЕЖ, където наклона непосредствено се измерва и са дублирани данните, постъпващи от отсеците, оборудвани с кантарчета.
С оглед практиките във флотите на водещите морски държави, широко внедряващи на големите си кораби спомагателни авиационни средства, линкорът получава един хидросамолет за разузнаване и коректировка на стрелбата. В походно положение хидросамолета се крепи на покрива на третата кула. За неговото спускане на вода и качването му на борда на гротмачтата са монтирани въртящи се фермени кран-балки, използвани също и за спуска на вода и подема на бордовите баркаси и парни катери, поставени отстрани на кърмовите надстройки. От катапултната установка, с оглед опита от нейната експлоатация на линкора „Парижская коммуна“, се отказват.
Обаче и големите ферми на кран-балките също не се задържат, те пречат на стрелбата на третата кула по кърмовите курсови ъгли. В навечерието на Великата Отечествена война кран-балките са демонтирани, а вместо тях, с огледа на опита от повторната модернизация на линкора „Парижская коммуна“, на гротмачтата е монтирана по-компактна и лека стрела.
В хода на модернизацията на кораба са поставени съвременни, на нивото на 1930 г., средства за радиосвръзка.
В резултат на модернизацията значително се подобрява мореходността на кораба, увеличава се далечината на плаване. Пълната водоизместимост нараства до 31 275 т. Вследствие увеличаването на мощността на турбините от 42 000 до 61 000 к.с., скоростта на пълен ход намалява незначително. Устойчивостта намалява, вследствие известното повишаване на центъра на тежест на линкора.
През 1941 г. на линкора е поставена система за размагнитване, аналогична на монтираната през 1938 г. на линкора „Марат“.

### Втори етап от модернизацията на ЛК „Парижская коммуна“
През 1936 г. линкорът „Парижская коммуна“ е подложен на поредната, по-дълбока и най-успешна модернизация, проведена по личната инициатива на К. Е. Ворошилов. Модернизацията, съвместно с основен ремонт, се провежда в севастополския кораборемонтен завод „Имени Серго Орджоникидзе“. Проектът за модернизацията отчита положителния и отрицателния опит от предшестващата модернизация на линкора „Октябрьская Революция“. В частност са реконструирани котелните отделения, поставени са нови главни котли, оборудвани за отопление с мазут, напълно е преоборудвана комуналната (жилищната) палуба. Допълнително са реализирани следните конструктивни изменения: усилена е бронята на горната палуба (вместо 1,5 дюймови бронплочи са поставени тридюймови, за това се налага да се усвои технологията за пробиване на отвори в бронеплочите); на горните основи на бойните рубки са монтирани увеличени по размери конструктивно усилени площадки за разполагането на тях на по-мощна зенитна артилерия; за повишаване на огневата ефективност на оръдията на главния калибър е увеличен максималния ъгъл на тяхното възвишение, при това е произведена и доработка на всички куполни оръдейни амбразури, в техните горни контури. По целия кораб наново са прокарани десетки километри различни трубопроводи и системи, монтирани са много нови устройства. Производството се осъществява в кооперация с други заводи, главно с Николаевския корабостроителен завод, представители на който, начело с кадровия инженер-корабостроител – П. И. Ермолаев, имат значителен принос за успешното изпълнение на отговорните задания.

### Трети етап от модернизацията на ЛК „Парижская коммуна“
Преди самата война, за целите на увеличаване на непотопимостта и бойната живучест на кораба в случай на минно-торпедно поражение на подводната част в районите на отсеците на бойните и на най-големите по обем – машинно-котелните (турбинните) отделения е доработена подводната част на корпуса. Основната идея на модернизацията на подводната част на корпуса е заимствана от германските корабостроители, реализиращи ги при проектирането и построяването на техните „джобни линкори“. В резултат на силовите елементи образуващи страничните повърхности на подводната част на корпуса са достроени бордови були – надстройки блистерен тип, по обводите напомнящи корпусът на подводна лодка от типа „Щука“. Тези проточващи се по дължината на корпуса були служат като специални защитни устройства от въздействията на торпедата. В сеченията си от напречни херметични прегради (или просто прегради) корпусите на булите също имат глухи напречни прегради. Цялото пространство между напречните прегради на блистерите е запълнено с надлъжни тръбовидни елементи, осигуряващи повишаване на устойчивостта и запаса плаваемост на кораба в случай на минно-торпедно поражение на подводната част. В резултат значително нараства площта на мидълното сечение на корпуса. Обаче в процеса на ходовите изпитания, въпреки очакваното снижение на максимална скорост на хода, се случва точно обратното. Независимо от увеличаването на пълната водоизместимост, площите на напречните сечения в подводната част, общата мокряема площ на подводната част на корпуса, вследствие на изменените обводи на подводната част – газенето, благодарение на блистерите, се увеличава незначително, при това скоростта на пълен ход нараства.

## История на службата

### Първа световна война
В края на декември 1914 г., когато всички линкори от типа „Севастопол“ влизат в строй, те са събрани в Хелсингфорс, където на вътрешния рейд те престояват цялата зима на 1914 – 1915 г. в очакване на новата навигация и лятната кампания на 1915 г. От линкорите е формирана новата 1-ва бригада линейни кораби, с „Петропавловск“ в качеството на флагман, като съставляващите по-рано тази бригада ескадрени броненосци образуват 2-ра бригада. Значителното превъзходство на германския флот по сила над руския принуждава последния да заема отбранителна позиция; разработеният през 1912 г. от Морския генерален щаб, в случай на война, план отвежда на Балтийския флот само задачата да не допуска проникването на германските кораби във Финския залив. На новите линкори при това лежи задачата да осигурят устойчивостта на централната минно-артилерийска позиция. В случай на опит за пробив на германски кораби, линкорите от типа „Севастопол“ трябва да влязат с тях в бой от пределната дистанция на стрелба на своите оръдия.
В съответствие с утвърдения в началото на 1915 г. план за боя, линкорите и крайцерите са разделени на шест маневрени групи; в първата от тях влизат „Петропавловск“ и „Гангут“ заедно с крайцера „Олег“, а във втората – „Севастопол“ и „Полтава“ заедно с крайцера „Россия“. През пролетта и началото на лятото на 1915 г. линкорите провеждат само маневри и учебни стрелби, също през този период са завършени изпитанията на артилерията и торпедните апарати. На 14 август 1915 г. „Севастопол“ и „Гангут“, заедно с два крайцера, осъществяват прикритието на поставянето от миноносците на минното заграждение в района на Ирбенския пролив. За времето на войната всички четири линкора, притеснени от условията на плитководната източна част на Балтийско море, неведнъж получават повреди в подводната част на корпуса, а „Петропавловск“ две седмици не може да бъде снет от плитчина.
В края на есента на 1915 г. „Петропавловск“ и „Гангут“ още на два пъти, на 29 октомври и 23 ноември, участват в операции по прикриване на минни поставяния. За цялата война нито един от линкорите на типа „Севастопол“ така и не успява да се срещне с вражеските кораби и да вземе участие в бой. Опити за пробив германския флот не предприема, а използването на новите кораби отвъд границите на Финския залив е забранено Ставката, не желаеща да рискува толкова ценни кораби. През 1916 и 1917 г. нито един от корабите не е привличан към участие в бойни операции. Единствените загуби през годините на войната стават на „Севастопол“, на който на 17 октомври 1915 г. при товарене на боеприпаси става възпламеняване на един от 305-мм полузаряди. Взрива на погреба е избегнат, но изгаряния получават пет матрос, един от които умира. Два дена по-късно, на „Гангут“ се случва стихийно възмущение на екипажа, което преминава в опит да се вземе наличното на кораба стрелково оръжие, но офицерите успяват безкръвно да потушат безредиците и да успокоят матросите.

### Гражданска война
Според условията на Бресткия мирен договор, корабите на Балтийския флот са задължени или да се разоръжат, или да напуснат своите бази във Финландия. В периода 12 – 17 март 1918 г. всички четири линкора от типа „Севастопол“, следвайки ледоразбивачите „Ермак“ и „Волынец“, извършват преход от Хелзинки към Кронщат, имайки на борда си едва 20 – 40% от щатната численост на екипажа. В течението на 1918 г. всички линкори бездействат, преди всичко поради това, че до ноември действията на флота са ограничени според условията на все същия договор, изискващ съкращаването на числеността на екипажите до минимума, необходим само за поддържането на корабите в изправност. Към това се прибавят проблемите със снабдяването и излизането на матросите в демобилизация или отправянето им към фронтовете на Гражданската война, поради това на „Петропавловск“ към август остават вдва около 200 души. В резултат, на 27 август командващия Балтийския флот взема решение да остави в състава на действащия флот само един от линкорите – „Петропавловск“, с доведен, като численост, екипаж 75% от щатната комплектация и изваждането на останалите три кораба в резерв или в консервация.
В края на октомври – началото на ноември „Гангут“ и „Полтава“ са преведени в Адмиралтейския завод, където двата кораба са поставени на продължително съхранение. Началото на чуждестранната интервенция и появата през ноември в Балтика на британския флот изискват организиране на противодействие, за което в кампанията за 1919 г. от оставащите в боеспособно състояние кораби е формиран „Действащия отряд“, в състава на който влизат „Петропавловск“ и намиращият се до момента в консервация „Севастопол“. В този период „Петропавловск“ влиза в единствения останал в историята на линкорите от типа „Севастопол“ бой с кораби на противника. На 31 май, когато линкорът прикрива водещия разузнаване есминец „Азард“, последният води към него седем преследващи го британски разрушителя. „Петропавловск“ открива огън с главния и противоминния калибри, изстрелвайки 16 305-мм и 94 120-мм снаряда по британските кораба, които се сближават с линкора на разстояние до 45 кабелтови, но получавайки няколко попадения от осколки от близките разриви, се оттеглят. Поради опасността от атака на британската подводница, действаща в залива, „Петропавловск“ се връща на Кронщатския рейд, където на 13 – 16 юни взема участие в потушаването на мятежа на фортовете „Красная Горка“ и „Серая Лошадь“, изстрелвайки по тях 568 снаряда на главния калибър, които причиняват значителни разрушения. Участието на „Севастопол“ в бойните действия се ограничава до обстрел с главния калибър по настъпващите към Петроград белогвардейски части в периода 20 – 21 октомври. Двата действащи линкора за този период не получават каквото и да е повреди, а на „Полтава“, намираща се на зимно съхранение практически без екипаж, на 24 ноември избухва пожар, продължаващ в течение на 15 часа, който води до изгарянето и наводнението на редица отделения.
През декември 1919 г., с началото на заледяването, британският флот напуска Финския залив и „Петропавловск“, заедно с присъединилия се към него през късната есен „Севастопол“ престояват в бездействие в Кронщат остатъка на 1919 и цялата 1920 г. Когато, на 1 март 1921 г., започва Кронщатския метеж, двата линкора са въвлечени в него. В хода на метежа замръзналите в леда линкори водят огън както по форта „Краснофлотский“, бившия „Красная Горка“, този път оставащ верен на правителството, така и по градовете Ораниенбаум и Сестрорецк и железопътните гари на брега на залива. Независимо от това, че „Петропавловск“ изстрелва 394 305-мм и 940 120-мм, а „Севастопол“ – 375 305-мм и 875 120-мм снаряда, стрелбата се затруднява от обкръжаващите линкорите кораби и съдове, а също и от отсъствието на разузнаване и коректировка на стрелбата. В резултат, линкорите не успяват нито да подавят артилерията на форта, нито да попречат на докарването на войски с железницата, за сметка на това от площадната стрелба са разрушени жилищни здания и са убити мирни жители. Самите линкори, от 7 март, и до потушаването на въстанието, на 17 март, са подложени на обстрел от фортовете и батареите на полевата артилерия, а също и на бомбардировки по въздуха от самолети „Нюпорт 17“, но без да получат сериозни повреди и продължават да водят огън и по вече щурмуващите Кронщат войски, капитулирайки едва вечерта на 17 март.

### Междувоенен период
В съответствие с решенията на десетия конгрес на РКП (б) (март 1921 г.) за възстановяването на флота, за определянето на техническото състояние на корабите, за възможностите за техния ремонт и дострояване е създадена специална комисия. Тя взема решение да се възстановят и въведат в строй всичките четири линкора.
Първи започва възстановяването на линкора „Марат“ (бивш „Петропавловск“). На 1 август 1922 г. линкорът „Марат“ е изведен на големия Кронщатски рейд и е поставен на бочки. Скоро на линкора „Марат“ е вдигнат вимпела. Вече на 29 септември линкора приема участие в маневрите на Морските Сили на Балтийско море.
Втори влиза в строй след възстановителен ремонт през 1925 г. линкора „Парижская коммуна“ (бивш „Севастопол“). На 20 – 27 юни 1925 г. той заедно с „Марат“, в съпровождение на 6 есминеца от типа „Новик“, извършва своето първо голямо плаване в Килския залив.
На линкора „Михаил Фрунзе“ (бивш „Полтава“) през 1923 г. избухва пожар, който причинява големи разрушения. Обследването на състоянието на кораба показва нецелесъобразността от неговото възстановяване. Оцелялото оборудване е решено да се използва за окомплектоването на другите еднотипни линкори. Корпусът престоява до заводската стена в Ленинград до началото на ВОВ. През юни 1941 г. е решено да се отбуксира в Кронщат. Но при прокарването му през Морския канал, в резултат на попадение на авиобомба, линкора потъва и ляга на грунта при входа на канала.
Линкорът „Гангут“ повече от пет години престоява на продължително съхранение при стената на завода в Ленинград. През 1924 г. на него започва възстановителен ремонт. На 18 април 1925 г. линкорът „Гангут“ е зачислен в състава на учебния отряд на Морските сили на Балтийско море. На 26 април е преведен в Кронщат и е поставен в дока на Параходния завод. През май е изведен от дока и заема своето място при причала Усть-Рогатка. На 15 май 1925 г. на линкора „Гангут“ са вдигнати военноморският флаг на СССР и гюйсът. На 2 юли 1925 г. линкорът получава ново название – „Октябрьская революция“. На 20 септември 1925 г. линкорът „Октябрьская революция“ е зачислен в състава на отделно плаващите кораби в непосредствено подчинение на Реввоенсовета на Балтийско море. На 23 юли 1926 г. на линкора е издигнат вимпелът и корабът влиза в кампания.
През ноември 1929 г. е взето решение за превеждането на линкора „Парижская коммуна“ от Балтика в Черно море. Прехода започва на 22 ноември 1929 г. и продължава 57 денонощия. В състава на отряда се намира също и крайцера „Профинтерн“ (бивш „Светлана“). Този преход показва, че ледоразбиващия нос на линкорите, отсъствието на полубак не отговарят на изискванията за мореходност и правят корабите непригодни за плаване в океана при щормови условия. Проявяват се още цяла поредица от съществени недостатъци. Поставен е въпроса за необходимост от провеждането на модернизация на линкорите. Модернизацията им преминава според различни програми. Линкора „Марат“ преминава своята реконструкция-модернизация от 1927 г.
Модернизацията се осъществява от 1931 до 1934 г. и се провежда по много направления. Това е създаването на бакова надстройка, здраво скрепена към набора на корпуса и закрита отгоре със здрава настилка, изменения в комплекса „бойна рубка – фокмачта – носов комин“, поставяне на КДП с ВЦН, изменения в енергетичната установка, създаване на ПЕЖ, подобряване на битовите условия за личния състав, поставяне на съвременни средства за радиосвръзка, на нови осем метрови оптични далекомери в кулите. Това води до промяна на силуета на корабите, който става впоследствие характерен за съветските линкори. Нееднократно се променя и системата за ПВО.

### Следвоенен период
„Севастопол“ на 24 юли 1954 г. е прекласифициран в учебен кораб. През 1956 г. е изключен от състава на ВМФ на СССР. През 1956 – 1957 г. е разкомплектован за скрап.

## Оценка на проекта

### Конструкция
Както винаги, руските щабове и комитети се подготвят за отминалата война. В резултат са построени кораби, които благодарение на превъзходните си оръдия и снаряди биха осигурили победата на руските броненосци над японските в периода 1904 – 1905 г. Но това са „кораби на изплашените“, както са наречени броненосците „Андрей Первозванный“ и „Павел“, заложени още преди отплаването към Цушима на ескадрата на Рожественски, но влезли в строй, поради многобройните доправяния, едва преди самата война. В резултат на диктата на артилеристите вместо мореходни кораби са построени платформи за артилерия, пригодни само за брегова отбрана. Следва да се отбележи, че линейното разположение на артилерията на главния калибър е ефективно само за бой в линейни строеве, който след Цушима повече не се повтаря. Като не кара конструкторите и щабистите да се замислят отбелязаната от много от участниците в Цушимското сражение изпусната възможност за фронтална атака в началната фаза на боя. А всъщност броненосците от типа „Цесаревич“-„Бородино“ са построени именно за такъв бой и 8 от 12 оръдия калибър 6" могат да стрелят напред. За съжаление, осъзнаването на това не се случва и по-късно – при проектирането на по-мощните линкори от типа „Измаил“.
Още една основополагаща грешка в проектирането на корабите: точно така, както и в случая с приемането на въоръжение на оръдията система Кане през 1891 г., проектирането и построяването са произведени без предварителни изпитания. Изпитанията със стрелби са проведени едва през 1912 г., когато вече нищо не може да бъде променено: в стария черноморски броненосец „Чесма“ е вграден отсек, съответстващ на „Севастополския“. Работата е проведена само заради това, че по това време започва постройката на трите черноморски линкора и има възможност да се отдели част от оборудването за изпитания. От изстрелите на новите „Севастополски“ оръдия той остава в такова състояние, че ужасява всички наблюдаващи началници. В резултат на това е и издадена заповедта „Севастополите“ да не се пускат в бой против броненосните сили на противника. Макар всъщност това може само да радва, заради мощността на Обуховските оръдия и новите снаряди. Качеството на оръдията производство на Обуховския завод и подготовката на артилеристите в междувоенния период са на високо ниво (усвоен е урокът от руско-японската война) и по време на срещата, в Черно море, на линкора „Императрица Екатерина“ с линейния крайцер „Гьобен“ „немеца“ е закрит с първия залп и веднага се впуска в бягство, използвайки преимуществото по скорост.
В добавък към всички грешки „Севастополите“ са непригодни за морско плаване, което е продемонстрирано по време на прекарването на „Севастопол“ от Балтийско в Черно море, когато той едва не загива в щорм.
Конструкцията на 305-мм оръдия на Обуховския завод получава високи оценки от страна както на руските, така и на чуждестранните специалисти. Техните 470,9-килограмови снаряди са най-тежките сред 305-мм оръдия в техния период, обаче това носи след себе си и своите проблеми, тъй като оръдията при създаването си са разчитани за олекотените снаряди образец 1907 г. Приемането на въоръжение на по-тежките снаряди води до снижаването на тяхната начална скорост, тъй като е невъзможно да се увеличи налягането в ствола за нейното запазване. Но даже независимо от това промененото, в сравнение с проектното, разпределение на наляганията в канала на ствола, в съчетание с недостатъчното качество на стоманата, от която са произведени оръдията, предизвиква бързото изгаряне на канала на ствола и с времето, като следствие, загуба на точност при стрелба.
В плана на номиналната мощност на батареята на противоминния калибър, линкорите от типа „Севастопол“ се намират на нивото на болшинството свои съвременници, и техните 16 120-мм оръдия, като цяло, съответстват на проектната задача – отразяването на атаките на дивизион миноносци. По сравнение с довоенните чуждестранни кораби, съществено ги превъзхождат, в това отношение, са френския тип „Курбе“, а също германските дредноути. „Курбе“, с техните скорострелни 138,6-мм оръдия, имат над руските линкори почти в път и половина превъзходство по огнева производителност, при това превъзхождайки ги и в спиращото въздействие на отделния снаряд. Ситуацията с германските линкори не е толкова еднозначна. Съхранявайки при германските дредноути на артилерията среден калибър – 150-мм оръдия, със значително по-голяма маса на снаряда и по-голяма възпираща способност, те се отличават с по-ниска скорострелност и в сравняването по огнева производителност немците отначало са по-слаби, а споследствие по-силни, но само заради увеличаващите се по размери есминци.
При това руските линкори значително превъзхождат всички по-ранни британски линкори с тяхната 102-мм противоминна артилерия, слабоефективна поради малкото тегло на снарядите. 127-мм оръдия на линкорите на САЩ са по своите възможности близки до 120-мм оръдия на „Севастополите“, както и 120-м оръдия на италианските кораби. Обаче реалната ефективност на противоминната артилерия на „Севастополите“ намалява поради нейното разполагане на средната палуба и строителното претоварване, в резултат на което стволовете на оръдията се оказват всичко на 4,6 м над повърхността на водата. В съчетание с ниската мореходност на линкорите, зариващи се във вълните до първата кула и при сравнително неголямо вълнение, това прави проблематично използването на оръдията, особено на носовите. Освен това, към недостатъците на противоминната артилерии следва да се отнесе и нейното разполагане пряко под секторите на стрелба на главния калибър, в зоната на действие на дулните ѝ газове, а също и проблематичността да се стреля с оръдията на значителни дистанции без да се използва централизирано целеуказание, тъй като наводчиците на оръдията, поради ниското им разполагане, просто не виждат целите.
Линкорите се разработват и строят изхождайки от опита на Руско-японската война и в максимална степен въплъщават в себе си идеите, явяващи се следствие от Цушима.
Почти плътното брониране на борда защитава корабите от фугасни снаряди, но е недостатъчно против 305-мм бронебойни снаряди. Бордовата 225-мм броня се пробива от тях до 130 кб, т.е. до пределната далечина на стрелба на 305-мм оръдия на главния калибър на самите линкори. Всяко попадение в 76-мм покрив на кулите или в техните барбети (75 – 150 мм) може да извади кулата от строя или да предизвика взрив на нейния погреб. Съвършено недостатъчна е и хоризонталната защита (палуби – 37,5+25 мм), пробиваща се от 305-мм бронебоен снаряд на дистанция 90 – 100 кб и нагоре. Тя не защитава и от попадения на 305-мм фугасни снаряди в горната палуба, при което биха могли да се образуват мощни осколки, пробиващи средната палуба.

### Бойни възможности
Още много преди края на строителството идва разбирането за невъзможността на действие на линейните кораби от типа „Севастопол“ в откритата част на Балтийско море за ескадрен бой с германските дредноути. За всички е очевидно, че линкорите, с целия набор на свойствените им недостатъци и остаряване, ще бъдат, в случай на подобен бой, разстреляни от далечна дистанция. И ако в теоретичните спорове на офицерите-щабисти за изхода на боя с корабите от типа „Кайзер“, поради относителното превъзходство на линейните кораби от типа „Севастопол“ по огнева мощ, но с явно по-слабото брониране, все още да се явява достатъчно спорно, то изхода на боя с по-съвършените германски дредноути от типа „Кьониг“ за никого не предизвиква съмнения.

### Сравнителна оценка
| ТТХ линкорите от типа „Севастопол“ и заложените в този период чуждестранни аналози              |                           |                                               |                           |                           |
|                                                                                                 | тип „Севастопол“          | тип „Хелголанд“                               | тип „Колосус“             | тип „Флорида“             |
| Държава                                                                                         | Руска империя             | Германия                                      | Великобритания            | САЩ                       |
| Дата на залагане на главния кораб                                                               | 16 юни 1909 г.            | 24 декември 1908 г.                           | 8 юли 1909 г.             | 9 март 1909 г.            |
| Дата на влизане в строй на главния кораб                                                        | 17 ноември 1914 г.        | 19 декември 1911 г.                           | юли 1911 г.               | 15 септември 1911 г.      |
| Пълна водоизместимост, т                                                                        | 25 850                    | 25 200                                        | 23 050                    | 23 033                    |
| Артилерия главния калибър                                                                       | 12 (4×3) 305-мм/52        | 12 (6×2) 305-мм/50                            | 10 (5×2) 305-мм/50        | 10 (5×2) 305-мм/45        |
| Бордов залп на ГК, бр. оръдия                                                                   | 12                        | 8                                             | 10                        | 10                        |
| Противоминен калибър                                                                            | 16×120-мм/52              | 14×150-мм/45                                  | 16×102-мм/50              | 16×127-мм/51              |
| Бордово брониране, мм                                                                           | 100 – 225                 | 80 – 300                                      | 102 – 279                 | 229 – 279                 |
| Брониране на палубите, мм                                                                       | 37,5 + 25                 | 45 + 55                                       | 32 + 44                   | 38…51                     |
| Енергетична установка                                                                           | паротурбинна, 42 000 к.с. | парни машини с тройно разширение, 28 000 к.с. | паротурбинна, 25 000 к.с. | паротурбинна, 28 000 к.с. |
| Максимална скорост, възела                                                                      | 23                        | 20,5                                          | 21                        | 20,75                     |
| ТТХ на линкорите от типа „Севастопол“ и влезлите в строй през същия период чуждестранни аналози |                           |                                               |                           |                           |
|                                                                                                 | тип „Севастопол“          | тип „Кьониг“                                  | тип „Айрън Дюк“           | тип „Ню Йорк“             |
| Държава                                                                                         | Руска империя             | Германия                                      | Великобритания            | САЩ                       |
| Дата на залагане на главния кораб                                                               | 16 юни 1909 г.            | октомври 1911 г.                              | 12 януари 1912 г.         | 11 септември 1911 г.      |
| Дата на влизане в строй на главния кораб                                                        | 17 ноември 1914 г.        | 10 август 1914 г.                             | март 1914 г.              | 15 април 1914 г.          |
| Пълна водоизместимост, т                                                                        | 25 850                    | 29 200                                        | 29 560                    | 28 367                    |
| Артилерия на главния калибър                                                                    | 12 (4×3) 305-мм/52        | 10 (5×2) 305-мм/50                            | 10 (5×2) 343-мм/45        | 10 (5×2) 356-мм/45        |
| Бордов залп на ГК, оръдия                                                                       | 12                        | 10                                            | 10                        | 10                        |
| Противоминен калибър                                                                            | 16×120-мм/52              | 14×150-мм/45                                  | 12×152-мм/45              | 21×127-мм/51              |
| Бордово брониране, мм                                                                           | 100 – 225                 | 80 – 350                                      | 102 – 305                 | 254 – 305                 |
| Брониране на палубите, мм                                                                       |                           |                                               |                           |                           |
| Енергетична установка                                                                           | паротурбинна, 42 000 к.с. | паротурбинна, 31 000 к.с.                     | паротурбинна, 29 000 к.с. | паромашинна, 28 100 к.с.  |
| Максимална скорост, възела                                                                      | 23                        | 21                                            | 21,25                     | 21                        |